# Binkowo
Binkowo – wieś w Polsce, położona w województwie wielkopolskim, w powiecie śremskim, w gminie Śrem. W latach 1975–1998 wieś administracyjnie należała do województwa poznańskiego.

## Historia

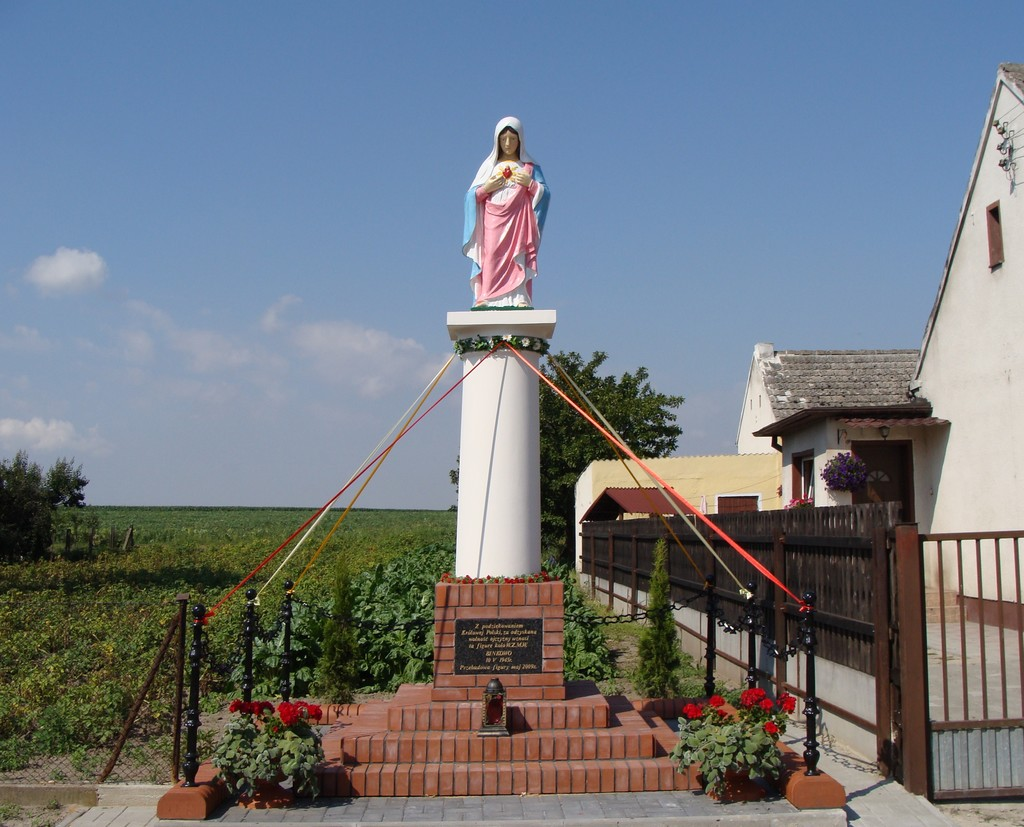
Figura Niepokalanego Serca Matki Boskiej w Binkowie

Pierwsza zachowana wzmianka o wsi w dokumentach pojawiła się w 1337 roku pod nazwą Byenkowo. Wieś duchowna Bienkowo, własność kapituły katedralnej poznańskiej, pod koniec XVI wieku leżała w powiecie kościańskim  województwa poznańskiego. Zabytkami wsi znajdującymi się w gminnej ewidencji zabytków jest figura Niepokalanego Serca Matki Boskiej z 1945, przebudowana w 2009, oraz zabytkowe domy nr 19, 20, 31, 33. Wśród świątków przydrożnych są również dwa krzyże.

## Integralne części wsi
| SIMC    | Nazwa | Rodzaj    |
| ------- | ----- | --------- |
| 0596122 | Huby  | część wsi |

## Osoby związane z Binkowem
- W 1914 we wsi urodził się Ignacy Zenon Soszyński – polski przedsiębiorca, założyciel i właściciel Zakładu Produktów Aromatycznych i Kosmetycznych Inter-Fragrances.
- We wsi mieszkał Zdzisław Fortuniak, polski duchowny katolicki, biskup, urodzony dnia 21 lutego 1939 w pobliskim Wieszczyczynie.
- W Binkowie mieszka Krzysztof Budzyń (ur. 4 września 1957 w Śremie) − śremski przedsiębiorca, bibliofil i kolekcjoner, historyk amator[10]